# Список дипломатических миссий Лихтенштейна

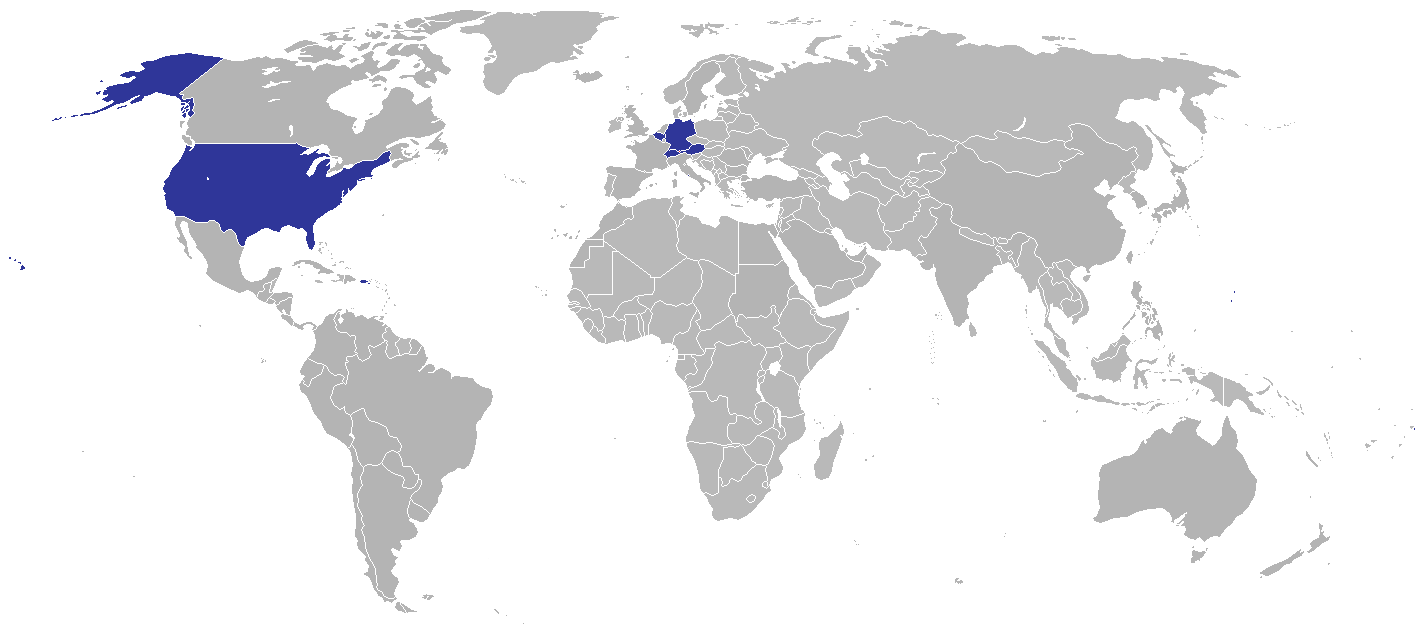
Дипломатические миссии Лихтенштейна

Список дипломатических миссий Лихтенштейна, исключая почётные консульства. Из-за малого размера и населения княжество Лихтенштейн содержит малую, охватывающую лишь стратегические точки, сеть дипломатических миссий в Европе и одно единственное посольство в Северной Америке.

## Европа

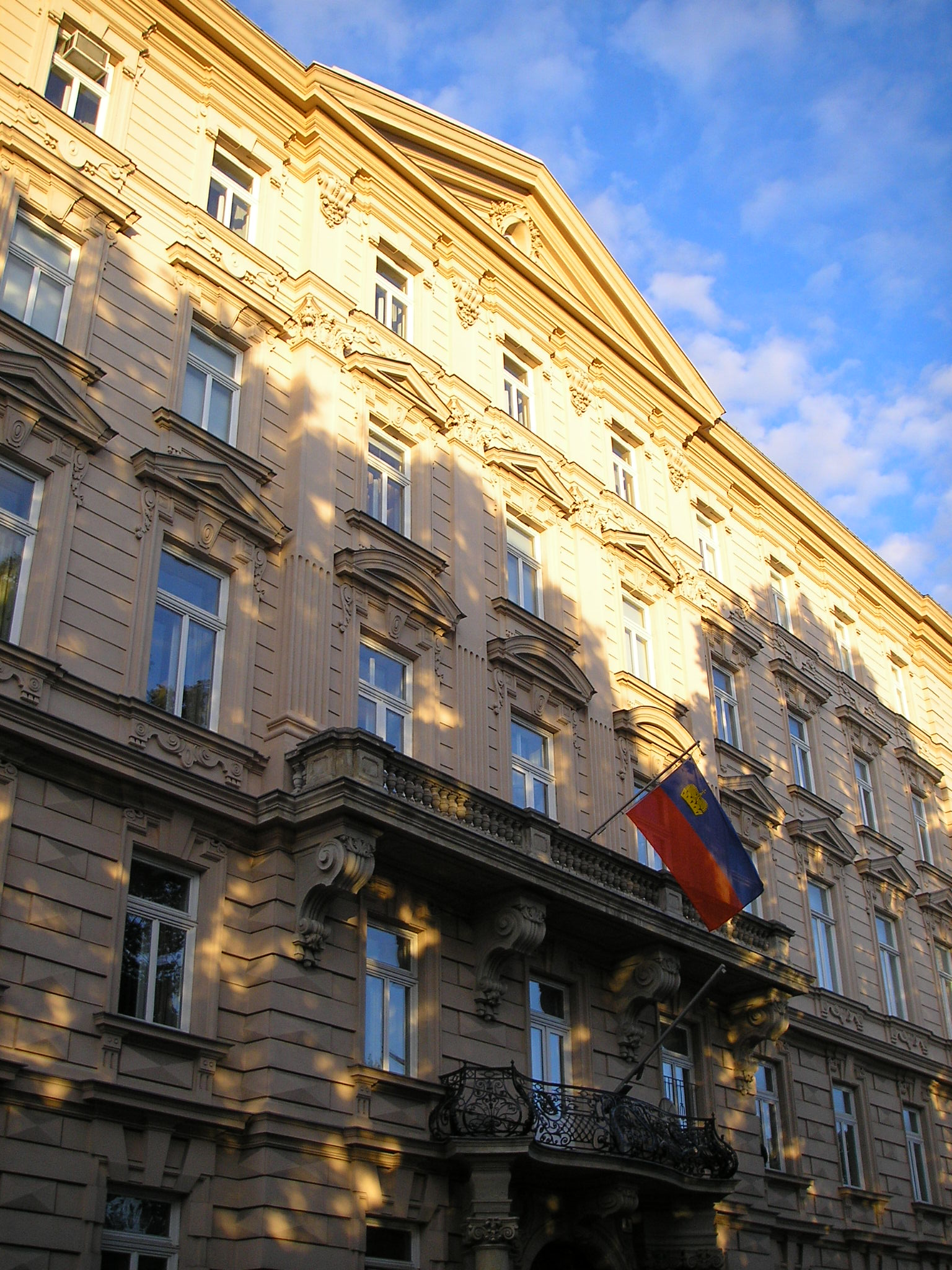
Лихтенштейнское посольство в Вене

- Австрия
  - Вена (посольство)
- Бельгия
  - Брюссель (посольство)
- Германия
  - Берлин (посольство)
- Ватикан
  - Ватикан (посольство)
- Швейцария
  - Берн (посольство)

## Северная Америка
- США
  - Вашингтон (посольство)

## Международные организации
- - Брюссель (миссия при Европейском союзе)
  - Женева (миссия при международных организациях, размещённых в городе)
  - Страсбург (миссия при Совете Европы)
  - Нью-Йорк (миссия при Организации Объединённых Наций)